# Vincent Clerc
Vincent Clerc (Échirolles, 7 maggio 1981) è un ex rugbista a 15 francese, che giocava nel ruolo di tre quarti ala. A livello internazionale può vantare 67 presenze e due partecipazioni alla Coppa del Mondo di rugby con la Francia.

## Biografia
Nativo di Échirolles (banlieue di Grenoble, nell'Isère), Clerc, figlio a sua volta di un rugbista che militò in prima divisione, praticò la disciplina fin dai tempi della scuola; inizialmente tre quarti centro, fu poi spostato all'ala per sfruttarne la velocità.
Entrato nell'FC Grenoble, esordì a 17 anni in prima squadra, e si mise in evidenza anche a livello internazionale, venendo selezionato per la rappresentativa francese Under-21 con cui disputò nel 2002 in Sudafrica nel 2002 il mondiale di categoria.
Sempre nel 2002, dopo la retrocessione in D2 del Grenoble, si trasferì al Tolosa e, più tardi in novembre, esordì in Nazionale maggiore nel corso dei test di fine anno, contro il Sudafrica.
Con il Tolosa vanta due titoli francesi e tre di campione d'Europa.
Può vantare al 2011 la partecipazione a sette tornei del Sei Nazioni con tre vittorie finali (2004,  2007 e 2010, con il Grande Slam nel 2004 e nel 2010); è stato inoltre presente alla Coppa del Mondo di rugby 2007 in Francia (6 presenze nella competizione, 4º posto finale) e a quella del 2011 in Nuova Zelanda (finalista).

### Vita privata
Clerc è legato sentimentalmente a Valérie Novès, figlia di Guy, suo allenatore al Tolosa: dalla coppia è nata una figlia il 2 gennaio 2011 proprio mentre Clerc, sotto la guida di Novès, era impegnato in campo durante un incontro di campionato con il Castres.

## Palmarès
- Sei Nazioni: 3
Francia: 2004; 2007; 2010
- Campionati francesi: 3
Tolosa: 2007-08; 2010-11; 2011-12
- Heineken Cup: 3
Tolosa: 2002-03; 2004-05; 2009-10